# Próżnia

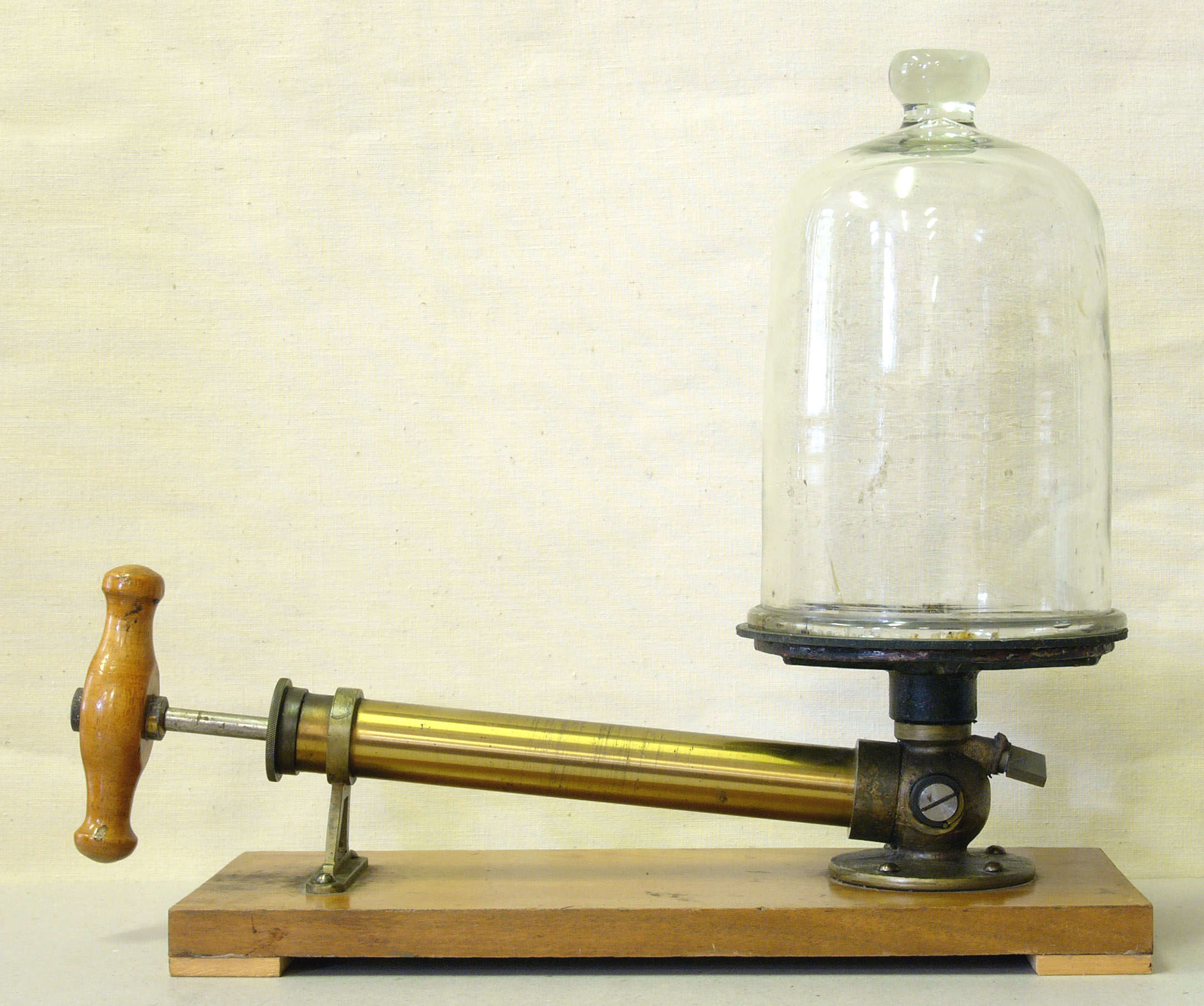
Pompa do ilustracji zjawiska próżni

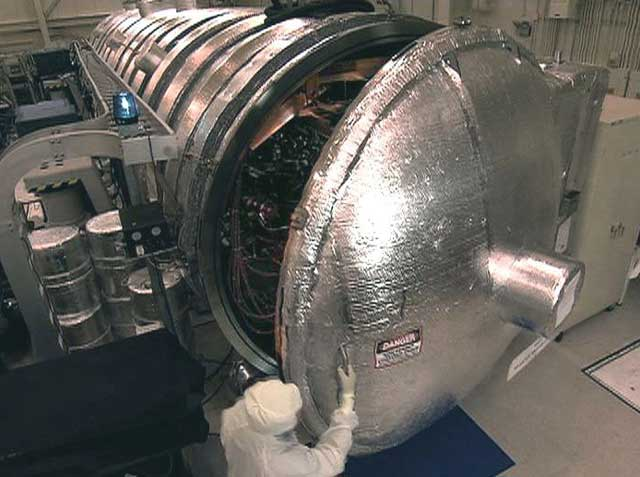
Komora próżniowa (NASA)

Próżnia – w rozumieniu tradycyjnym pojęcie równoważne pojęciu pustej przestrzeni. We współczesnej fizyce, technice oraz rozumieniu potocznym pojęcie próżni ma zupełnie odmienne konotacje.

## Próżnia w sensie fizyki
W fizyce teoretycznej termin próżnia oznacza stan o najniższej energii.

### Historia pojęcia
Istnienie i sposób rozumienia pojęcia próżni zmieniało się w historii fizyki. W starożytnej koncepcji atomistycznej Leukipposa i Demokryta materialne atomy poruszały się w próżni. Z kolei Arystoteles uznawał, że próżnia jest niemożliwa, jest bowiem niebytem. Ruch ciał oznacza przesuwanie jednych rodzajów rzeczy (np. powietrza) i zastępowanie ich innymi (np. poruszanym ciałem). Jedno ciało zastępuje inne ciało, a pomiędzy nimi nie ma żadnych przerw. Jego następcom przypisuje się znane powiedzenie natura nie znosi próżni (horror vacui). Atomizm, wraz z uznaniem istnienia próżni, przyjmowany był m.in. przez epikurejczyków. Poglądem dominującym, aż do XVI w. był jednak arystotelizm. Problem próżni był również jednym z najważniejszych w średniowiecznej filozofii przyrody (m.in. Jan Buridan), gdzie łączono go z problematyką Boskiej władzy (czy Bóg może stworzyć próżnię?).
Na przełomie XVI i XVII wieku istnienie próżni zostało wykazane empirycznie przez Torricellego (doświadczenie Torricellego). Pojęcia tego używał też Galileusz. Pojęcie próżni występuje wyraźnie w pracach Newtona, a podstawowe reguły mechaniki newtonowskiej sformułowane są w odniesieniu do ruchu ciał materialnych w próżni. Z mechaniki newtonowskiej pochodzi potoczne rozumienie próżni jako spójnego obszaru przestrzeni, w której nie ma cząstek obdarzonych masą. Stan ten nazywa się też czasem próżnią absolutną. Pod koniec XIX wieku w związku z hipotezą wypełniającego przestrzeń eteru jako nośnika fal elektromagnetycznych zaczęto kwestionować istnienie próżni. Jednakże negatywny wynik doświadczeń mających na celu wykrycie ruchu względem eteru (zwłaszcza doświadczenia Michelsona-Morleya) spowodował utrwalenie pojęcia próżni.

### Mechanika klasyczna
W mechanice klasycznej próżnia oznacza obszar, w którym nie ma mogących oddziaływać ciał.

### Szczególna i ogólna teoria względności
Pojęcie próżni występuje też w szczególnej teorii względności, której jednym z fundamentalnych postulatów jest stała wartość prędkości światła w próżni, rozumianej jako próżnia absolutna. Natomiast ogólna teoria względności wprowadza nowy sposób rozumienia próżni i w ogóle całej przestrzeni łącząc jej krzywiznę z istnieniem ciał materialnych i oddziaływaniem grawitacyjnym. W ogólnej teorii względności absolutna próżnia nie istnieje, gdyż cała przestrzeń wypełniona jest oddziaływaniem grawitacyjnym.

### Mechanika kwantowa
W obowiązującym obecnie modelu standardowym stanowiącym połączenie chromodynamiki kwantowej i teorii oddziaływań elektrosłabych próżnia jest stanem o najniższej, lecz niezerowej energii, z czym związane jest łamanie symetrii oddziaływania elektrosłabego. W modelu standardowym istnieje elektrodynamiczna próżnia kwantowa i chromodynamiczna próżnia kwantowa. Istnienie energii próżni wykazały doświadczenia potwierdzające istnienie tzw. efektu Casimira. W kwantowej teorii pola cząstki elementarne poruszają się w próżni, a oddziaływania między nimi przenoszone są poprzez nośniki oddziaływań. Kwantowa teoria pola przewiduje istnienie cząstek wirtualnych, co zostało potwierdzone doświadczalnie oraz polaryzacji próżni.
Tak rozumiana próżnia wypełniona jest co najmniej jednym polem skalarnym, czyli polem Higgsa. Istnienie tego pola jest niezbędne dla nadania niezerowych mas leptonom (przykładowo elektron, mion, taon) oraz bozonom cechowania oddziaływania słabego. Z istnieniem pola Higgsa związane jest istnienie kwantów tego pola, tj. cząstek Higgsa. Doświadczenia ATLAS i CMS, przeprowadzone w Wielkim Zderzaczu Hadronów (znajdującym się w CERN-ie w pobliżu Genewy) pozwoliły na potwierdzenie istnienia cząstki Higgsa, co zostało ogłoszone 4 lipca 2012 r.
Niektóre wielkości fizyczne, przykładowo lokalna gęstość energii czy kwadrat pola elektrycznego mogą osiągać wartości mniejsze od ich wartości oczekiwanych w próżni (VEV). Efekty te nazywa się efektami podpróżniowymi.
W kwantowej teorii pola przez próżnię rozumie się często rezerwuar cząstek wirtualnych. Tak rozumiane pojęcie próżni odbiega bardzo od potocznego i inżynieryjnego znaczenia słowa próżnia.
W fizyce współczesnej (zarówno ogólnej teorii względności, jak i w modelu standardowym) pojęcie próżni absolutnej jest pozbawione jakiegokolwiek konkretnego, fizykalnego znaczenia. Próżnia absolutna jest stanem czysto abstrakcyjnym i nie tylko niemożliwym do uzyskania w praktyce, lecz nieistniejącym w sensie fizycznym. Niemniej niektóre teorie używają w praktyce tego pojęcia, wprowadzając przybliżenia zakładające pomijanie słabszych oddziaływań (np. elektrodynamika kwantowa pomija istnienie oddziaływań silnych, słabych i grawitacyjnych).

## Próżnia w sensie technicznym
Próżnia w sensie technicznym jest to stan wysokiego rozrzedzenia gazu. Granica między rozrzedzonym gazem a tak rozumianą próżnią jest dyskusyjna. Często układ traktuje się jako próżnię, jeśli średnia droga swobodna cząsteczek gazu porównywalna jest z rozmiarami naczynia, w którym umieszczony jest ten gaz.

## Jakość próżni
W fizyce doświadczalnej jest to stan, w którym w danym miejscu występuje bardzo niskie ciśnienie gazu. Pojęcie to jest bardzo nieostre. W tym sensie rozróżnia się próżnie:
|                                   | Ciśnienie w hPa | Liczba cząsteczek na cm³ | Średnia droga swobodna cząsteczki | Liczba zderzeń z powierzchnią (cm−2 s−1) |
| --------------------------------- | --------------- | ------------------------ | --------------------------------- | ---------------------------------------- |
| Ciśnienie atmosferyczne           | 1013,25         | 2,7×1019                 | 68 nm                             | 1023                                     |
| Próżnia niska                     | 300…1           | 1019…1016                | 0,1…100 μm                        | 1023…1020                                |
| Próżnia średnia                   | 1…10−3          | 1016…1013                | 0,1…100 mm                        | 1020…1017                                |
| Próżnia wysoka (HV)               | 10−3…10−7       | 1013…109                 | 10 cm…1 km                        | 1017…1013                                |
| Próżnia bardzo wysoka (UHV)       | 10−7…10−12      | 109…104                  | 1 km…105 km                       | 1013…108                                 |
| Próżnia ekstremalnie wysoka (XHV) | 10−12…10−14     | 104…102                  | 105…107 km                        | 108…106                                  |
| Przestrzeń kosmiczna              | 10−7…10−16      | 109…1                    | 1…109 km                          | 1013…104                                 |
| Próżnia absolutna (doskonała)     | 0               | 0                        | {\displaystyle \infty }           | 0                                        |

Rozróżnia się też stan czystości próżni, gdyż próżnia i naczynie, przyrządy w niej znajdujące się mogą zostać podczas otrzymywania próżni zanieczyszczone kropelkami oleju lub innych substancji używanych do pompowania.

### Rekord
Najlepsza sztucznie wytworzona przez człowieka na Ziemi próżnia, wynosi 10−13 Tr (~ 1,3×10−13 mbar).

Aby osiągnąć tak dobrą próżnię, komora zbudowana jest z wysokiej czystości stopów aluminium, zamiast stali szlachetnej używanej normalnie.
Dla porównania, próżnie 10−10 ÷ 10−11 mbar są uzyskiwane stosunkowo łatwo.

## Standardowa procedura otrzymywania wysokiej próżni

### Pompowanie
Aby otrzymać próżnię do celów naukowych lub specjalistycznych, stosuje się kilka poziomów pomp. Standardowy układ do otrzymywania wysokiej HV lub bardzo wysokiej UHV próżni składa się z:
- przedpróżnia

pompa olejowa („pompa rotacyjno-skrzydełkowa”)
zakres pracy: od ciśnienia atmosferycznego do max 10−4 mbar
- próżnia wysoka

pompa turbomolekularna
zakres pracy: od 10−1 mbar do max 10−9 mbar
pompa dyfuzyjna
zakres pracy: od 10−5 mbar do ok. 10−10 mbar
- próżnia bardzo wysoka

pompa jonowa najczęściej z wbudowaną pompą sublimacyjną (tytan)
zakres pracy: od 10−7 mbar do ok. 10−12 mbar

### Wygrzewanie komory
W celu otrzymania bardzo wysokiej próżni podczas pompowania wstępnego komorę próżniową wygrzewa się. Głównie robi się to, aby usunąć wodę, olej oraz inne parujące substancje ze ścian komory.
Wygrzanie komory polega na rozgrzaniu jej do temperatury około 200 °C (od 150 do 300 °C) na jeden do kilku dni, przez co następuje przyspieszona (w stosunku do desorpcji w temperaturze pokojowej) desorpcja cząsteczek ze ścian komory.